# Попов Яр
Попов Яр (укр. Попів Яр) — село на Украине, находится в Краматорском (Прошлый - Константиновский) районе Донецкой области. Граничит с Покровским районом
Население по переписи 2001 года составляет 120 человек. Почтовый индекс — 85172. Телефонный код — 6272. 
На данный момент, в городе происходят активные боевый действия, и скорее всего, население равняется нулю а также инфраструктура уничтожена. По данным Deepstate, войска туда вошли примерно 30 мая 2025 (Серая зона). На 29 июля 2025 город почти оккупирован и полностью в серой зоне.

## Адрес местного совета
85172, Донецкая область, Краматорский р-н, с.Полтавка, ул.Ювилейна, 37